# Казахстан на летней Универсиаде 2011
Казахстан на XXVI Всемирной Летней Универсиаде представляли 100 спортсменов в 24 видах спорта.

## Призеры
| Медаль  | Обладатель          | Вид спорта       | Дисциплина                             |
| ------- | ------------------- | ---------------- | -------------------------------------- |
| Серебро | Александра Аборнева | Тяжёлая атлетика | свыше 75 кг, женщины                   |
| Серебро | Наталья Ивонинская  | Лёгкая атлетика  | Бег на 110 метров с барьерами, женщины |
| Серебро | Мария Дмитриенко    | Стрельба         | Дубль-трап, женщины                    |
| Бронза  | Евгений Эктов       | Лёгкая атлетика  | Тройной прыжок, мужчины                |
| Бронза  | Ольга Терешкова     | Лёгкая атлетика  | 400 метров, женщины                    |
| Бронза  | Александр Ермаков   | Стрельба         | Винтовка лёжа, 50м, мужчины            |